# Sericossypha albocristata
Sericossypha albocristata là một loài chim trong họ Thraupidae.